# 味原町
味原町（あじはらちょう）は、大阪府大阪市天王寺区にある町名。丁番を持たない単独町名である。

## 地理
天王寺区の北東部に位置し、南に筆ケ崎町、北に真田山町、東に舟橋町、南東に下味原町、北西に味原本町、南西に小橋町と接している。

## 世帯数と人口
2019年（平成31年）3月31日現在の世帯数と人口は以下の通りである。
| 町丁   | 世帯数  | 人口    |
| ------ | ------- | ------- |
| 味原町 | 691世帯 | 1,266人 |

### 人口の変遷
国勢調査による人口の推移。
| 1995年（平成7年）  | 1,029人 | [ 5 ] |  |
| 2000年（平成12年） | 1,125人 | [ 6 ] |  |
| 2005年（平成17年） | 1,188人 | [ 7 ] |  |
| 2010年（平成22年） | 1,161人 | [ 8 ] |  |
| 2015年（平成27年） | 1,260人 | [ 9 ] |  |

### 世帯数の変遷
国勢調査による世帯数の推移。
| 1995年（平成7年）  | 450世帯 | [ 5 ] |  |
| 2000年（平成12年） | 484世帯 | [ 6 ] |  |
| 2005年（平成17年） | 558世帯 | [ 7 ] |  |
| 2010年（平成22年） | 583世帯 | [ 8 ] |  |
| 2015年（平成27年） | 660世帯 | [ 9 ] |  |

## 事業所
2016年（平成28年）現在の経済センサス調査による事業所数と従業員数は以下の通りである。
| 町丁   | 事業所数  | 従業員数 |
| ------ | --------- | -------- |
| 味原町 | 122事業所 | 1,664人  |

## 交通

### 鉄道
- 大阪市高速電気軌道
  - 千日前線 鶴橋駅（所在地は下味原町であるが、出入口の一部が味原町に設置されている。）

### 道路
- 大阪府道702号大阪枚岡奈良線（千日前通）

## 施設
- 大阪市立味原小学校
- 大阪市立味原幼稚園
- 国際パトロール本社

## その他

### 日本郵便
- 〒543-0023[3]（集配局：天王寺郵便局[11]）